# Eumimesis carbonelli
Eumimesis carbonelli är en skalbaggsart som beskrevs av Lane 1973. Eumimesis carbonelli ingår i släktet Eumimesis och familjen långhorningar. Inga underarter finns listade i Catalogue of Life.